# Palaeothespis
Leptomiopteryx es un género de mantis (insecto del orden Mantodea) de la familia Thespidae. Es originario de China.

## Especies
Contiene las siguientes especies:
- Palaeothespis oreophilus
- Palaeothespis pallidus
- Palaeothespis stictus